# Kecamatan Aimere
Kecamatan Aimere är ett distrikt i Indonesien.   Det ligger i provinsen Nusa Tenggara Timur, i den centrala delen av landet, 1 600 km öster om huvudstaden Jakarta.